# Turbe sedam braće u Sarajevu
Turbe sedam braće ili Jedileri, turbe je u sarajevskom naselju Bistrik. Pored turbeta se do 1937. godine nalazila tekija Jedileri.   

## Turbe
Ispod samog ulaza u džamiju hadži Sulejmana Čokadžije, pod Bistrikom, nalazi se jedan od najtajanstvenijih sarajevskih objekata: turbe Jedileri, odnosno Turbe sedam braće. U posjetu dolaze i mnogi građani kako iz cijele Bosne i Hercegovine tako i iz regije. Sam naziv turbeta potiče od turskih riječi yediler turbesi što znači turbe sedmorice. 
Prema legendi, na mjestu današnjeg turbeta prvi je ukopan šejh koji je 1463. godine došao u Bosnu sa sultanom Mehmedom II. Osvajačem. Šejh je kupio zemljište poznato kao šejhova duga njiva. To je prostor od današnje Gazi Isa-begove banje do Dženetića kuća, tj. do stare policije i tim se imenom ovaj prostor zvao sve do 1878. godine. 
U Sarajevu se 1494. godine odigrao nemio i tužan događaj. Iz državne kase, koja se nalazila na mjestu današnje kasarne pod Bistrikom, ukradena je izvjesna svota novca. Razbojnici, u želji da prikriju zločin, optužili su dvojicu stranih derviša, putnika, koji su se u tom momentu našli u Sarajevu. Vlast je povjerovala podvalama lopova, pohvatala derviše i pogubila ih. Ukopani su pored šejhovog mezara, a kasnije se ustanovilo da su derviši nepravedno pogubljeni.
Nakon više od 200 godina, princ Eugen Savojski je 1697. godine spalio Sarajevo. U to vrijeme su dućani i kuće bili građeni od drveta, zemlje i pruća. Sarajevo je tada doživjelo najveću tragediju u svojoj dotadašnjoj povijesti. Osmanske vlasti su pokrenule istragu kako bi otkrile odgovorne za ovu katastrofu.
Privedeno je nekoliko muslimanskih prvaka od Bosanskog Broda do Sarajeva. Četvorica od njih optuženi su da nisu na vrijeme dostavili dojavu o prelasku princa Eugena Savojskog preko rijeke Save. Osuđeni su na smrt i ukopani pored već spomenute trojice.
Iako ime turbeta tako sugerira, tu ipak nisu sahranjena braća po krvi, već sedam nevino pogubljenih ljudi, koji čak nisu niti živjeli u isto vrijeme.
Brojna narodna vjerovanja vezana su za ovo mjesto. Jedno od najpoznatijih je vjerovanje da će biti uslišene molitve onome koji, krenuvši od vrata, rukama dodirne svaki prozor te ubaci nešto novca i prouči Fatihu. Poslije ubacivanja sedam novčića, od turbeta se ne treba vraćati istom ulicom kojom se došlo, a u povratku treba osluškivati koje će prve riječi izgovoriti slučajni prolaznici.

## Tekija
Nekada je u blizini turbeta bila tekija koja je nastala postupno. U početku je bila samo prostorija za čuvara turbeta. Jedilersku tekiju, nakšibendijskog tarikata, osnovao je Sejfulah Iblizović 1879. godine. 
U popisu islamskih vjerskih objekata iz 1933. godine kaže se da Jediler tekija pripada nakšibendijskom tarikatu i da je u to vrijeme aktivno djelovala. Pretpostavlja se da je Jedilerska tekija, privremeno, prešla od nakšibendijskog na halvetijski tarikat u kasnom 20. stoljeću.
Tekija je postojala sve do 1937. godine, kada je srušena i na tom prostoru podignuta stambena zgrada Čokadži vakufa. Iako danas ne postoji tekija, u džamiji turbeta Jedileri redovno se okupljaju derviši nakšibendijskog tarikata.

## Vanjske poveznice
- Turbe sedam braće u Sarajevu